# Шаброва, Людмила Николаевна
Людмила Николаевна Шаброва (в замужестве Малинина) (23.10.1928 — 13.04.1984) — передовик советского сельского хозяйства, доярка колхоза «12 Октябрь» Костромского района Костромской области. Герой Социалистического Труда (26.08.1953).

## Биография
Родилась 23 октября 1928 года в селе Саметь ныне Костромского района Костромской области в семье крестьянина - середняка.
Окончила 7 классов. В Самети был один из известнейших колхозов СССР «XII Октябрь» под руководством дважды Героя Социалистического Труда Прасковьи Малининой. В 1948 году Людмила начала работать на ферме дояркой и сразу получила группу из 8 коров костромской породы.
В 1951 году получила от 8 коров по 5265 килограммов молока с содержанием 204 килограмма молочного жира в среднем от коровы за год.
Указом Президиума Верховного Совета СССР от 26 августа 1953 года за достижение высоких показателей в животноводстве в 1951 году Шаброва Людмила Николаевна удостоена звания Героя Социалистического Труда с вручение ордена Ленина и золотой медали «Серп и Молот».
Последние 10 лет перед уходом на заслуженный отдых, Людмила Николаевна Малинина (в замужестве) работала заведующей молочно-товарной фермой (МТС) в колхозе «12 Октябрь».
Участница Выставки достижений народного хозяйства. 
Скончалась 13 апреля 1984 года и была похоронена в родном селе Саметь Костромского района.

## Награды
- Медаль «Серп и Молот» (26.8.1953);
- Орден Ленина (26.8.1953).

- Медаль «За трудовое отличие»(17.9.1951)
- Медаль «В ознаменование 100-летия со дня рождения Владимира Ильича Ленина» (6 апреля 1970)
- Медаль «Ветеран труда»
- медали ВДНХ СССР
- и другими
- Отмечена грамотами и дипломами.